# Zoran Primorac
Zoran Primorac (Zadar, 10. svibnja 1969.) je hrvatski stolnotenisač.
Odličan je strateg, a igra moderan i agresivan stolni tenis s razornim napadima s obje strane. Počeo je igrati stolni tenis s osam godina u STK "Bagat" u Zadru, a već kao junior osvaja sedam medalja na europskim prvenstvima. 1986. godine prelazi u zagrebački klub "Vjesnik", a početkom 90ih igra za STK Partizan s Ilie Lupulescus kojim je i osvojio ekipno srebro 1991 u Chibi na SP. Igrao je za jedan od najtrofejnij eurospkih klubova (Charleroi) u Belgiji zajedno s Jean Michel Saive (doprvak svijeta iz Goteborga 1993), a kasnije im se pridužio i velikan svjetskog stolnog tenisa bjelorus Vladimir Vladi Samsonov. Igrao je i za STK Zagreb, za Caja Granadu i UMMC Verkhnaya Pyshma. Dok je igrao za"Vjesnik" ostvaruje odlične rezultate na međunarodnoj sceni. Prvo je na Svjetskom prvenstvu 1987. godine u New Delhiju osvojio srebro u paru s Lupulescom, da bi godinu kasnije odličje istog sjaja osvojio na Olimpijskim igrama u Seulu 1988. S Lupulescom osvaja i naslov europskih prvaka na EP u Göteborgu 1990. godine.
Zoran je nastupao i na prvim hrvatskim ljetnim Olimpijskim igrama, onima u Barceloni 1992. i osvojio 9. mjesto u pojedinačnoj konkurenciji i igri parova. Isti plasman ponavlja na sljedećim igrama, a na Igrama u Ateni 2004. ispada u trećem kolu.
Prvu medalju za samostalnu Hrvatsku u ekipnoj konkurenciji osvaja na EP u Beogradu 2007. godine kada su porazom od Njemačke u finalu, natjecanje u ekipnom dijelu završili kao srebrni.
1993. godine dobitnik je Državne nagrade za šport "Franjo Bučar".

## Vanjske poveznice
- Profil na stranici STK Industrogradnja  Arhivirana inačica izvorne stranice od 30. travnja 2007. (Wayback Machine)
- Stolnoteniski rezultati s EP, SP i OI  Arhivirana inačica izvorne stranice od 22. rujna 2018. (Wayback Machine)